# アレクサンダー・フォン・クルック
アレクサンダー・ハインリヒ・ルドルフ・フォン・クルック（Alexander Heinrich Rudolph von Kluck, 1846年5月20日 ‐ 1934年10月19日）は、ドイツ帝国の軍人。最終階級は陸軍上級大将。第一次世界大戦初頭に西部戦線で第1軍を率いてフランスに侵攻したが、マルヌ会戦で撃退された。

## 来歴
プロイセン王国のヴェストファーレン地方ミュンスターに生まれる。1865年にプロイセン陸軍に入り、翌年の普墺戦争や1870‐71年の普仏戦争に従軍。1896年‐98年、ベルリンの第1軍管区司令官。1906年に大将に昇進し、1913年に第8軍監察長官に就任した。
1914年8月に第一次世界大戦が勃発すると、クルックは西部戦線最右翼の第1軍司令官に任命された。プロイセン参謀本部の作戦計画であるシュリーフェン・プランによれば、ドイツ軍は総力を挙げてベルギーを突破してフランス軍左翼の背後に回りこみ、パリを包囲するように攻撃して連合軍を早期に包囲撃滅し、次いで東部戦線に転じてロシア軍を叩き、大戦の短期間での勝利を目指していた。このためクルックの第1軍の到達目標はフランス軍最左翼の後方に当たるセーヌ川下流とされていた。
しかしこの計画はすぐに頓挫した。クルックの上官にあたる第2軍司令官ビューロウや参謀総長モルトケが第1軍に対し、戦線の穴を開けないためにパリをシュリーフェン計画で想定された西方ではなく南東から攻撃するよう命じたこと、英仏連合軍の抵抗が予想以上に強力だったこと、そもそもこの机上の計画自体に現実的でない欠点があったことなどが理由であった。クルックの第1軍はパリ前面にまで到達したが、そのとき第1軍と第2軍の間は40kmも開いており、英仏連合軍がその間隙を突こうとしてマルヌ会戦が始まると、モルトケは会戦を切り上げて第1軍と第2軍に対しエーヌ川までの80kmの後退を命じた。この際第1軍が包囲殲滅されることを恐れたクルックが、独断で早期の後退を命じてシュリーフェン・プランの破綻を招いたとして、のちに批判された。
マルヌ会戦以後、戦争は塹壕戦となり長い膠着状態が続き、ドイツの短期間での勝利の可能性は失われた。翌1915年3月、クルックは前線視察中に榴弾の破片に当たり重傷を負った。この際プール・ル・メリット勲章を受章。翌年10月、予備役に編入され第49歩兵連隊の名誉連隊長とされた。
クルックは1915年に設立された「水曜会」に加盟していた教養人でもあった。1934年にベルリンで死去し、ベルリン郊外にある一族の墓地に葬られた。

## 著作
- Der Marsch auf Paris und die Marneschlacht 1914. Berlin: Ernst Siegfried Mittler und Sohn, 1920. (2. Aufl. 1926)
- Wanderjahre-Kriege-Gestalten. Berlin: R. Eisenschmidt, 1929.